# Heinrich Brand Schiffswerft

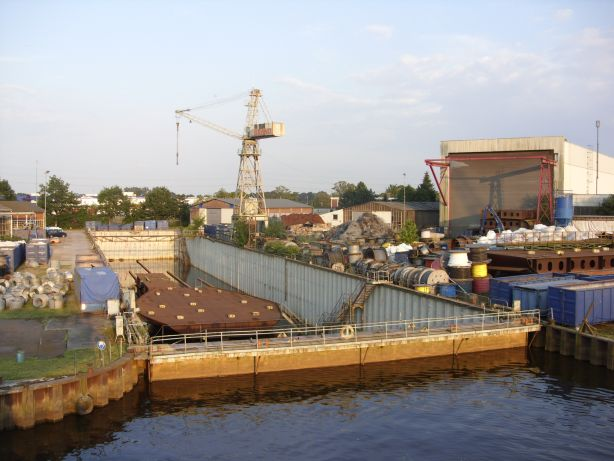
Ehemalige Brand-Werft in Oldenburg

Die Heinrich Brand Schiffswerft GmbH & Co. KG war eine Werft in Oldenburg.

## Geschichte
Die Werft wurde 1850 vom Heinrich Christian Brand in Edewecht gegründet und bis zur Insolvenz 1995 als Familienunternehmen geführt. 1853 wurde die Werft nach Oldenburg verlegt, wo Brand eine bestehende Werft übernahm. Das Werftgelände befand sich zunächst „Am Stau“ am linken Ufer der Hunte etwas oberhalb der heutigen Eisenbahnbrücke. 1917 wurde die Werft etwas weiter flussabwärts auf die andere Seite der Hunte verlegt. Die Schiffsneubauten wurden fortan aus Stahl statt aus Holz gebaut. 
Nach dem Zweiten Weltkrieg wurden ab 1947 wieder Schiffe auf der Brand-Werft gebaut. Der erste Neubau, der von der Werft abgeliefert wurde, war das damals größte Schiff der neu entstehenden deutschen Handelsflotte. Ende der 1950er Jahre stellte die Werft die Produktion von genieteten auf geschweißte Schiffsrümpfe um. 
Da die Kapazität der Werft für Neubauten und die Durchführung von Reparaturen nicht ausreichte, wurde 1959 eine Reparaturwerft in Bardenfleth an der Weser übernommen. 
Ab 1961 begann die Werft auch mit dem Bau von Spezialschiffen, insbesondere Gas- und Chemikalientanker, aber auch Papierfrachter, RoRo-Schiffe und ein Polarversorgungsschiff, die Icebird, das 1984 abgeliefert wurde.
1982 entstand auf dem Werftgelände eine Sektionshalle, in der Sektionen bis zu 80 t gebaut werden konnten. Infolge der Werftenkrise der 1980er Jahre gab es ab Mai 1987 keine Neubauaufträge mehr. Dies führte dazu, dass auf der Werft nur noch Stahlbauarbeiten durchgeführt wurden. Außerdem musste 1988 der Reparaturbetrieb in Bardenfleth stillgelegt werden.
Ab 1988 konnten wieder Neubauaufträge eingeholt werden. Für den Bau der Schiffe wurde bis 1990 ein Trockendock mit einer Länge von 130 m und einer Breite von 22 m gebaut, in dem Schiffe bis zu 10.000 t DWT und einer Breite von 20 m gefertigt werden konnten.
1995 drohte das Aus für die Werft. Die auf der Brand-Werft gebaute Teviot verlor auf See einen Propeller. In einem Schadensprozess in London wurde die Werft zu Schadensersatz verurteilt. Trotz guter Auftragslage musste Insolvenz angemeldet werden. In der Folge wurde eine Auffanggesellschaft gegründet, die Neue Brand-Werft, die den Betrieb auf dem Werftgelände weiterführte. Im August 1997 musste der Betrieb dann aber endgültig eingestellt werden, nachdem ein zuvor abgelieferter Neubau mit hohen Verlusten für die Werft endete und weitere Aufträge nicht selbst vorfinanziert werden konnten. Geschäftsführer war bis zur Schließung der Werft der Oldenburger Rechtsanwalt Detlef Hühne.
Heute sind auf dem ehemaligen Werftgelände in Oldenburg mehrere Unternehmen angesiedelt, darunter weiterhin Schiffbaubetriebe der Familie Brand.

## Liste der von Brand gebauten Schiffe (Auswahl)
- Stadt Oldenburg, Brigg, 1857 gebaut, 1864 in Singapur an unbekannt verkauft
- Aventura, 1938 gebaut; in den 1990er-Jahren zum Kabinenfahrgastschiff umgebaut, in Fahrt
- Unter Baunummer 166 lief am 16. November 1963 der Frachter Blexersand für eine Partenreederei in Brake vom Stapel.[1] Das Schiff sank im Mai 1986 als Paolo im Besitz einer italienischen Reederei vor Korfu.[2][1]
- Icebird (1984)